# ویلیام فوشی
ویلیام فوشی پدر (زاده ۲۶ اکتبر ۱۷۴۹ – درگذشته ۲۱ اوت ۱۸۲۴) پزشک، سیاستمدار و اجتماعی آمریکایی بود. پس از خدمت برجسته به عنوان جراح در انقلاب آمریکا، او وارد سیاست محلی ویرجینیا شد، به ویژه به عنوان اولین شهردار ریچموند. او در نیم قرن بعد از زندگی خود به یک رهبر سیاسی، اجتماعی و تجاری در ریچموند تبدیل شد.

## اوایل زندگی
فوشی در ۲۶ اکتبر ۱۷۴۹ در شهرستان نورثامبرلند ویرجینیا در خانواده جان فوشی و وینیفرد (ویلیامز) فوشی به دنیا آمد. جیمز، پدربزرگ پدری فوشی، ویرجینیایی نسل سوم، از فرانسه مهاجرت کرد.

## ازدواج و فرزندان
در ۶ مارس ۱۷۷۵، فوشی با الیزابت ایزابلا هارموندسون در شهرستان نورث همپتون، ویرجینیا ازدواج کرد.
این زوج هفت فرزند داشتند:
- ویلیام جونیور
- جان
- نانسی
- مارگارت
- الیزابت
- شارلوت
- ایزابلا

ایزابلا در ادامه با توماس ریچی، بنیانگذار ریچموند انکوایرر ازدواج کرد.

## حرفه

### پزشک
فوشی در حرفه پزشکی بسیار مورد توجه بود. او در جریان جنگ انقلابی آمریکا جراح بود. او زمانی رئیس انجمن پزشکی ویرجینیا بود. او همچنین اولین محرک در تلقیح آبله تازه کشف شده بود.

### شهردار ریچموند
ویلیام فوشی اولین شهردار ریچموند بود.

## سالهای بعد و مرگ

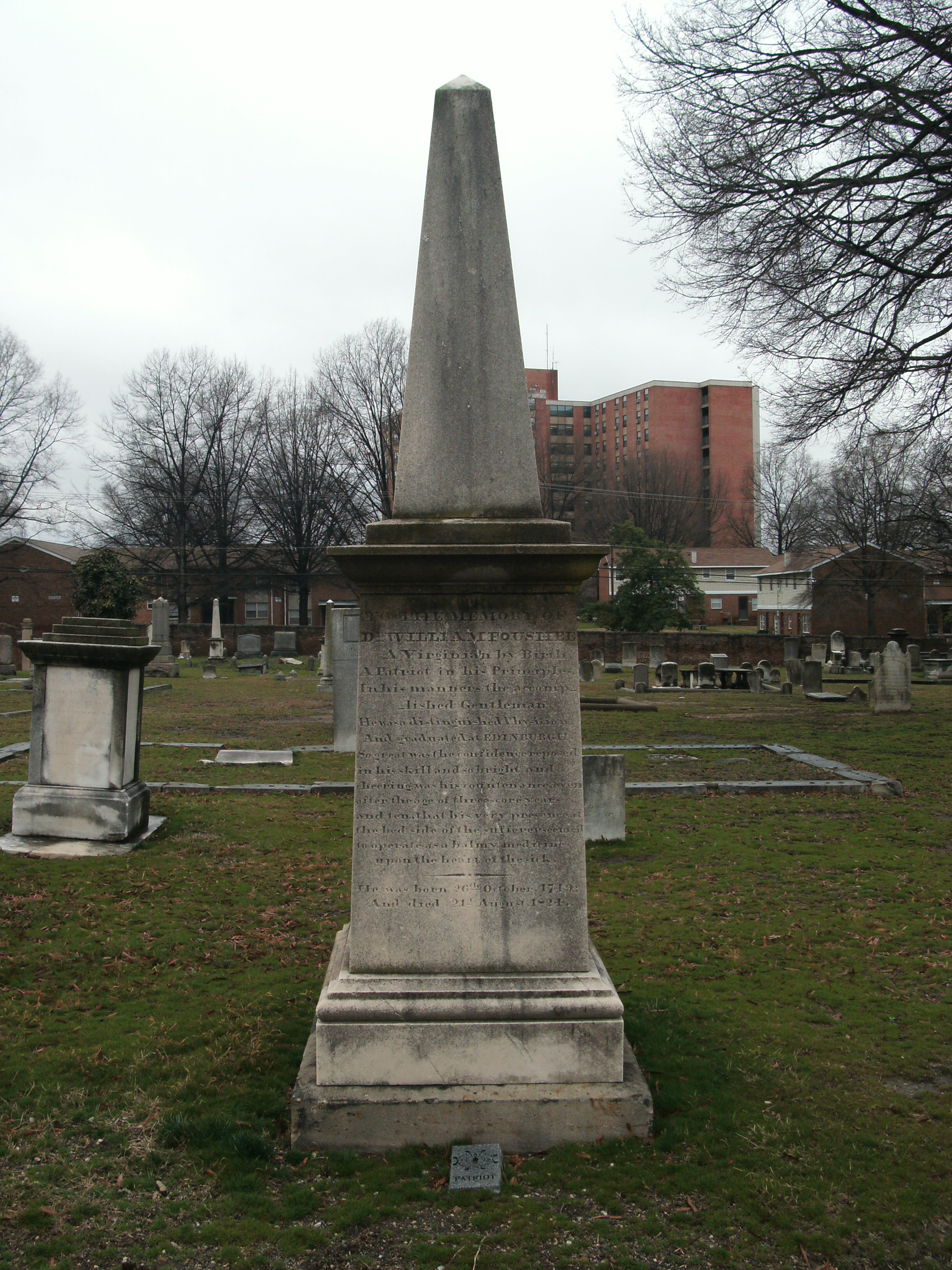
قبر فوشی در گورستان شوکو هیل در ریچموند

فوشی در شانزده سال آخر عمر خود به عنوان رئیس اداره پست ریچموند خدمت کرد. او در ۲۰ ژوئن ۱۸۰۸ توسط رئیس‌جمهور جفرسون به این سمت منصوب شد.
فوشی در ۲۱ اوت ۱۸۲۴ در خانه خود درگذشت. جسد او در گورستان شوکو هیل در تپه شوکو در ریچموند به خاک سپرده شد.